# Logická sonda

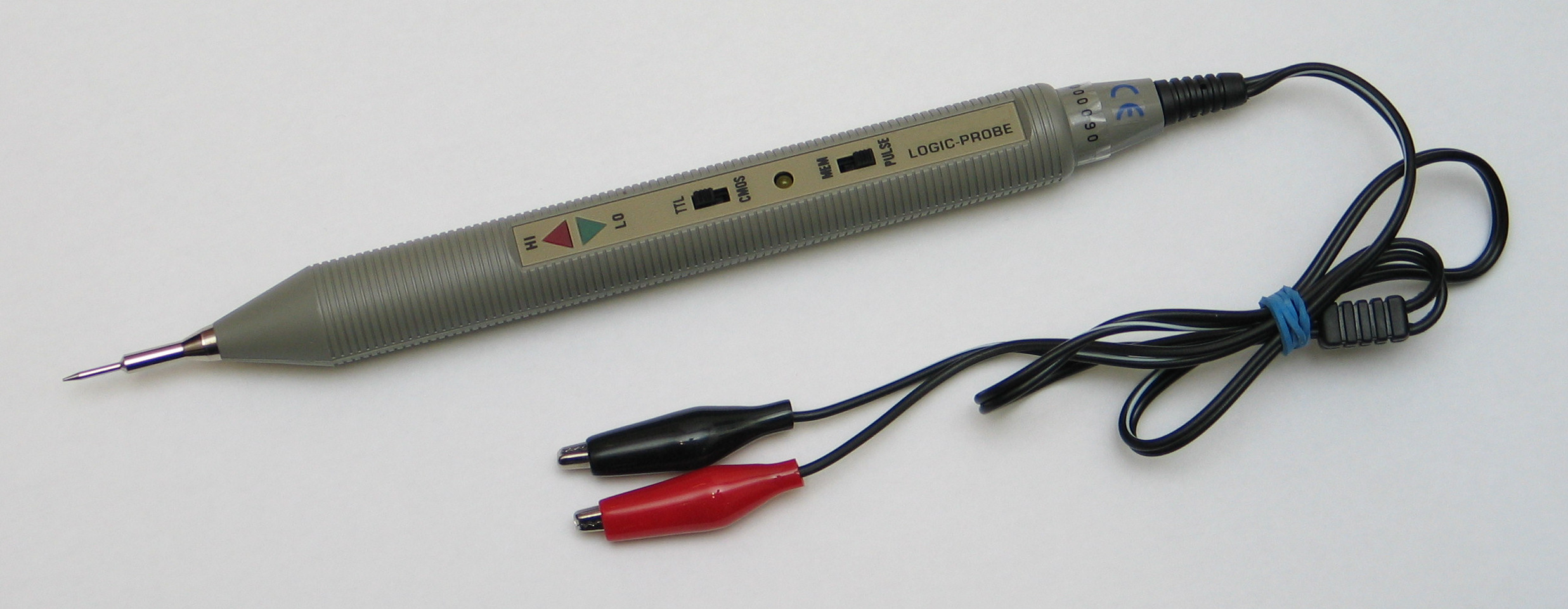
Logická sonda.

Logická sonda je zařízení, které se používá k testování logických zařízení.
Logické zařízení pracuje digitálně s diskrétními hodnotami 0 a 1, kterým se říká logické úrovně. Každé této úrovni odpovídá určité napětí (záleží na typu normy).
Logická sonda většinou obsahuje 3 LED s následujícími funkcemi:
- Low – signalizuje logickou nulu
- High – signalizuje logickou jedničku
- Pulse (pulz) – signalizuje rychlé události (změně logické úrovně na opačnou hodnotu a zpět), vždy svítí dostatečně dlouhou dobu na to, aby byl člověk schopen informaci o události zachytit.

Obyčejně také logická sonda vydá při přechodu do daného stavu obvodu specifický akustický signál.